# 東野圭吾
東野 圭吾（ひがしの けいご、1958年〈昭和33年〉2月4日 -）は、日本の小説家である。大阪府大阪市生野区生まれ（本籍は東区玉造・現中央区）。
1985年、『放課後』で第31回江戸川乱歩賞を受賞し、小説家デビュー。1999年、『秘密』で日本推理作家協会賞を受賞し、直木賞候補になって以降は、毎年のように作品が直木賞候補に挙がり、2006年に『容疑者Xの献身』で直木賞や本格ミステリ大賞を受賞する。
2009年から2013年まで、日本推理作家協会理事長を、2014年から2019年まで、直木賞の選考委員を務める。

## 略歴

### 学生時代
1958年2月4日、大阪市生野区に3人姉弟の末っ子として生まれる。実家は時計メガネ貴金属の小売店（父は時計職人）。当時の街が1999年に刊行された『白夜行』や『浪花少年探偵団』シリーズの舞台となっているなど、作品には自身の体験が幅広く取り入れられている。また、東野という名字は、最初は「とうの」と読んでいたが、圭吾の父親が「ひがしの」と読み方を変えたらしい（「ひがしの」のほうがアイウエオ順でもイロハ順でも「とうの」よりは後になるからという理由らしい）。以来その地で育ち、大阪市立小路小学校、大阪市立東生野中学校に進学。このころの体験などを綴った自身のエッセイ『あの頃ぼくらはアホでした』などによると、成績は「オール3」であり、また読書少年でもなかった。
その後大阪府立阪南高等学校に入学し、2年生になった1974年、偶然手に取った小峰元『アルキメデスは手を汚さない』を読み、推理小説に初めて嵌る。同時に江戸川乱歩賞の存在を知り、さらに松本清張の著作を読み漁るようになり、やがて推理小説を書き始める。処女作は『アンドロイドは警告する』だが、現在まで内容は公開されていない。
また、『アンドロイドは警告する』を書き終えた後、『スフィンクスの積木』という犯人当て小説を書き始めるが、さほど熱中できず、1978年にやっと完成した。しかし友人などに見せ、不評を買った、と語っている。
卒業後は1年間の浪人を経て、大阪府立大学工学部電気工学科に進学。大学在学中はアーチェリー部の主将を務め、デビュー作『放課後』では題材として使われている。

### 大学卒業後
その後、1981年に日本電装株式会社（現デンソー）に技術者として入社する。勤務の傍ら推理小説を書き、1983年に『人形たちの家』を第29回江戸川乱歩賞に応募する。結果は二次予選通過であった。このころ（1983年）結婚するが、当時の妻の職業が女子高の非常勤教師であったため、『放課後』の主人公・前島を女子高勤務にすることを思いつく。また妻は、裏千家の茶人でもあったので、妻から雪月花之式（茶会での儀式のひとつ）のことを聞き、『卒業』でそれを使うことを思いつく。
1984年の第30回乱歩賞では、『魔球』が最終候補作にまで残るも落選する。翌1985年に『放課後』で第31回江戸川乱歩賞を受賞し、小説家としてのキャリアをスタートさせる。1986年には退職し、3月に上京、以後は専業作家としての道を歩むこととなる。

### 専業作家後
作家となってからは、著作が増刷されずに終わることも珍しくないなど、なかなかヒットに恵まれず、また文学賞に15回も落選するなど、厳しい時代が続いたが、1996年に『名探偵の掟』で『このミステリーがすごい!1997』の3位になるなど、にわかに注目を集め、1998年に『秘密』を刊行すると、一気に大ブレイクする。同書は映画・ドラマ化されたほか、第52回日本推理作家協会賞（長編部門）を受賞する。
以後、2006年『容疑者Xの献身』で第134回直木賞、第6回本格ミステリ大賞（小説部門）を受賞するなど着実に評価を高めてゆく一方で、作家版の長者番付でも上位に顔を出すようになるなど、人気作家の仲間入りを果たした。エッセイ『たぶん最後の御挨拶』で離婚しているとの記述がある（1997年に「独身に戻った」旨記載あり）。そのほか「たぶん僕のなかで変わったものがあるとすれば、力が抜けたんだと思います。夫として、妻の気持ちをわかろうというのは必要だと思うんです。でも、難しいですよね。夫婦という関係を解消してしまったあとのほうが、相手の気持ちが見えてくるというか。一歩下がって見られるようになったというか……。」と記した。
2009年5月に行われた日本推理作家協会の特別理事会で、大沢在昌の後任の理事長として選出され、同年6月1日付で就任した。2014年からは、直木賞の選考委員を務める。2019年、執筆活動に専念するため退任する。
2023年3月、100冊目となる新作『魔女と過ごした七日間』を刊行し、4月に著作の国内累計発行部数が1億部を突破したことが発表された。

## 受賞歴・候補歴
太字が受賞。
- 1983年 - 『人形たちの家』第29回江戸川乱歩賞二次予選通過
- 1984年 - 『魔球』第30回江戸川乱歩賞最終候補[7]
- 1985年 - 『放課後』第31回江戸川乱歩賞受賞[1]
- 1988年 - 『学生街の殺人』第9回吉川英治文学新人賞候補・第41回日本推理作家協会賞（長編部門）候補[7]
- 1990年 - 『鳥人計画』第11回吉川英治文学新人賞候補
- 1991年 - 『天使の耳』第44回日本推理作家協会賞（短編および連作短編集部門）候補[7]
- 1992年 - 『鏡の中で』第45回日本推理作家協会賞（短編および連作短編集部門）候補[7]
- 1993年 - 『ある閉ざされた雪の山荘で』第46回日本推理作家協会賞（長編部門）候補[7]
- 1993年 - 『交通警察の夜』第46回日本推理作家協会賞（短編および連作短編集部門）候補[7]
- 1996年 - 『天空の蜂』第17回吉川英治文学新人賞候補
- 1997年 - 『名探偵の掟』第18回吉川英治文学新人賞候補
- 1999年 - 『秘密』第120回直木三十五賞候補・第20回吉川英治文学新人賞候補・第52回日本推理作家協会賞（長編部門）受賞[7]
- 2000年 - 『白夜行』第122回直木三十五賞候補
- 2001年 - 『片想い』第125回直木三十五賞候補
- 2003年 - 『手紙』第129回直木三十五賞候補
- 2004年 - 『幻夜』第131回直木三十五賞候補
- 2006年 - 『容疑者Xの献身』第134回直木三十五賞受賞・第6回本格ミステリ大賞（小説部門）受賞[7]・第3回本屋大賞4位[8]
- 2008年 - 『流星の絆』第43回新風賞受賞
- 2009年 - 『流星の絆』第6回本屋大賞9位[9]
- 2012年 - 『容疑者Xの献身』アメリカ図書館協会最高推薦図書（ミステリー部門）[10]、エドガー賞最優秀長編賞候補、バリー賞新人賞候補
- 2012年 - 『ナミヤ雑貨店の奇蹟』第7回中央公論文芸賞受賞[7]
- 2013年 - 『夢幻花』第26回柴田錬三郎賞受賞[7]
- 2014年 - 『祈りの幕が下りる時』第48回吉川英治文学賞受賞[11]
- 2023年 - 第71回菊池寛賞受賞[12]
- 2023年 - 紫綬褒章[13][14]
- 2024年 - 紺綬褒章[15]、第28回日本ミステリー文学大賞受賞[16]

## ミステリ・ランキング
- 週刊文春ミステリーベスト10
  - 1985年 - 『放課後』1位
  - 1988年 - 『魔球』10位
  - 1996年 - 『名探偵の掟』8位
  - 1998年 - 『秘密』3位
  - 1999年 - 『白夜行』1位
  - 2001年 - 『超・殺人事件』8位、『片想い』13位
  - 2004年 - 『幻夜』7位
  - 2005年 - 『容疑者Xの献身』1位
  - 2006年 - 『赤い指』4位
  - 2008年 - 『聖女の救済』5位
  - 2009年 - 『新参者』1位
  - 2011年 - 『マスカレード・ホテル』4位、『麒麟の翼』7位、『真夏の方程式』9位
  - 2012年 - 『禁断の魔術 ガリレオ8』8位、『虚像の道化師 ガリレオ7』16位、『ナミヤ雑貨店の奇蹟』20位
  - 2013年 - 『祈りの幕が下りる時』2位、『夢幻花』10位
  - 2014年 - 『虚ろな十字架』5位
  - 2017年 - 『マスカレード・ナイト』16位
  - 2018年 - 『沈黙のパレード』1位
  - 2019年 - 『希望の糸』9位
  - 2020年 - 『クスノキの番人』11位
  - 2021年 - 『白鳥とコウモリ』5位、『透明な螺旋』14位
  - 2023年 - 『あなたが誰かを殺した』2位

- このミステリーがすごい!
  - 1988年 - 『魔球』18位
  - 1989年 - 『鳥人計画』15位
  - 1994年 - 『分身』21位
  - 1996年 - 『パラレルワールド・ラブストーリー』24位
  - 1997年 - 『名探偵の掟』3位、『どちらかが彼女を殺した』13位、『悪意』24位
  - 1999年 - 『秘密』9位
  - 2000年 - 『白夜行』2位、『私が彼を殺した』27位
  - 2002年 - 『超・殺人事件』5位、『片想い』15位、『トキオ』18位、『レイクサイド』28位
  - 2004年 - 『ゲームの名は誘拐』11位、『殺人の門』18位、『手紙』56位
  - 2005年 - 『幻夜』22位
  - 2006年 - 『容疑者Xの献身』1位
  - 2008年 - 『赤い指』9位、『夜明けの街で』34位、『使命と魂のリミット』41位
  - 2009年 - 『聖女の救済』18位、『流星の絆』34位
  - 2010年 - 『新参者』1位
  - 2012年 - 『麒麟の翼』20位
  - 2014年 - 『祈りの幕が下りる時』10位
  - 2015年 - 『虚ろな十字架』19位
  - 2019年 - 『沈黙のパレード』4位
  - 2020年 - 『希望の糸』29位
  - 2022年 - 『白鳥とコウモリ』14位
  - 2024年 - 『あなたが誰かを殺した』3位

- 本格ミステリ・ベスト10
  - 1997年 - 『どちらかが彼女を殺した』5位、『名探偵の掟』6位
  - 1999年 - 『秘密』16位
  - 2000年 - 『白夜行』7位、『私が彼を殺した』12位
  - 2002年 - 『超・殺人事件』24位
  - 2003年 - 『レイクサイド』16位
  - 2004年 - 『ゲームの名は誘拐』13位
  - 2006年 - 『容疑者Xの献身』1位
  - 2008年 - 『赤い指』14位
  - 2009年 - 『聖女の救済』4位
  - 2010年 - 『新参者』5位
  - 2012年 - 『マスカレード・ホテル』29位
  - 2019年 - 『沈黙のパレード』10位
  - 2024年 - 『あなたが誰かを殺した』3位

- ミステリが読みたい!
  - 2010年 - 『新参者』5位、『聖女の救済』12位
  - 2012年 - 『麒麟の翼』11位、『マスカレード・ホテル』20位
  - 2014年 - 『祈りの幕が下りる時』11位
  - 2020年 - 『沈黙のパレード』11位
  - 2024年 - 『あなたが誰かを殺した』5位

- MRC大賞
  - 2023年 - 『あなたが誰かを殺した』5位

## 作風
- 初期の作風は、学園物・本格推理・サスペンス・パロディ・エンターテイメントなど多彩である。原子力発電や脳移植などの科学を扱った作品も多い。
- スポーツにも関心があり、大学時代には部の主将を務めていたアーチェリーや中学時代にやっていた剣道、野球、スキージャンプ、スノーボードなどを題材にした作品もある。
- 『秘密』がベストセラーになる前は、爆発的な話題作には恵まれず、特定のセールスポイントを打ちだすこともなかったため、一般的には地味な存在であった。ただし、ひそかな愛読者は少なくなく、子供時代の東野を熱中させたウルトラシリーズを手がけた一人でもある映画監督の実相寺昭雄は、1993年にパソコン誌の連載エッセイで、私にとって大切な作家と言い切っている。
- エッセイ『あの頃ぼくらはアホでした』で、ほとんど読書と無縁の青少年期を送ったことを記している（マンガすらさほど読まなかったという）。高校時代まで江戸川乱歩の存在も知らず、姉に「帰化人で、本名はエドガー・アラン・ポーという」とデタラメな説明をされてそのまま信じたという。ちなみに、同書で触れられる創作物はほとんどが東宝・円谷の特撮ものであり、これ以外にはブルース・リー関連映画が若干挙げられている程度である。
- シリーズキャラクターを必要最低限しか使わず、『赤い指』『卒業』『私が彼を殺した』『悪意』『眠りの森』などの加賀恭一郎、『探偵ガリレオ』『予知夢』『容疑者Xの献身』の湯川学など数えるほどしかいない。また、同じ主人公でもストーリーはそれぞれ独立している。
- 推理小説というジャンルそのものや出版業界に対する批判・皮肉をユーモアを交えて描いた『名探偵の掟』『名探偵の呪縛』『超・殺人事件』などを発表している。
- 推理小説に関しては、作品を重ねるごとに徐々に作風が変化している。初期の本格推理のような意外性に重きを置いた作品が減少し、社会派推理小説のような現実的な設定にこだわるようになる。1986年の『白馬山荘殺人事件』では「密室だとか暗号だとかの、いわゆる古典的な小道具が大好きで、たとえ時代遅れだといわれようとも、こだわり続けたい」と語り、本格推理小説の「お約束事」を好む発言をしていた。ところがその4年後には『名探偵の掟』のプロローグとエピローグに当たる『脇役の憂鬱』を発表、そのような「お約束事」に疑問を抱くようになる。1990年の『宿命』で「犯人は誰か、どういうトリックかといった手品を駆使したそういう謎もいいが、もっと別のタイプの意外性も想像したい」と語り、2人に課せられた宿命という意外性を読者に示した。それ以降東野の推理小説は『どちらかが彼女を殺した』『私が彼を殺した』などのフーダニット（Who had done it）を重視した作品や、『探偵ガリレオ』『予知夢』などのハウダニット（How done it）を重視した作品などスタイルを大きく転換することとなり、ミステリーの枠を広げる試みを続けている。近年は、社会性に重きを置いた作品が多い。『容疑者Xの献身』は高い評価と同時に、一部から強い批判も浴びた。

## プライベート
- 客室乗務員をしている長姉（5歳上）と、小学校教師をしている次姉がいる（3人姉弟の末っ子）。彼女たちの職業を参考にして『殺人現場は雲の上』、『浪花少年探偵団』シリーズを執筆した（自作解説より）。
- 遠い血縁者（東野圭吾氏の母親の義兄〈伯母の夫〉の弟の孫という関係）に萩原智子がおり、彼女の結婚式に招待された。また、萩原智子の『ハギトモ』（2006年5月刊）に「ハギトモの新たなスタートに、親戚のおっさんから贈る言葉」を寄せている。
- 猫を飼っている。名前は「夢吉」。捨て猫であったのを拾ったとのこと。また、その猫の写真は一時期公式サイトの背景として使用されていたほか、エッセイ『夢はトリノをかけめぐる』では人間に変身してスポーツに挑戦したり（もちろんフィクション）、『たぶん最後の御挨拶』のカバーにもなっている。がっかりするくらいつかえない猫だと同書で語っている。
- 近年は銀座の文壇バーによく行く。大沢在昌、奥田英朗らはそこでの飲み仲間でもある（『野性時代』2006年2月号）。
- 怪獣が好き。
- スノーボードが趣味（2002年、44歳のころから練習を始め夢中になった）。スキー派の作家仲間である二階堂黎人、貫井徳郎、笠井潔、黒田研二らに誘われてゲレンデへ行くこともある。

## エピソード
- 映画好きで映画監督になりたかったこともあり、学生時代には自分で映画を撮ったことがある。また、『あの頃ぼくらはアホでした』には、「いまでも映画監督を夢みている。だが、小説家で我慢している」といった趣旨の文がある。自作の映像化に関しては大幅な脚色にも寛容であり、そのために映像化作品の多い作家となっている。なお、自作を原作とした映画『秘密』と『g@me.』に一場面だけ出演している。
- かつては双葉社とは「小説推理」誌上で『むかし僕が死んだ家』『悪意』を連載するなど良好な関係にあったが、長編『ゼブラの夏』連載途中に編集者と衝突し（掲載誌目次に『ジラフの夏』と誤記されるなどコミュニケーション不足が遠因とされる）、結局東野の意向により未完のまま連載打ち切りとなった。東野の作家人生において唯一の未完成長編とされ、それ以降、東野と双葉社とは疎遠になっている。
- 2011年の東日本大震災に際して、『麒麟の翼』の増刷分10万部分の印税を救援金として寄付した[17]。
- 2020年4月27日、新型コロナウイルス感染症の感染拡大による影響で外出自粛している在宅者向けに、作品が初めて電子書籍化される[18][19]。
- 才能ある小説家たちが活躍できる新たなステージになるかもしれないと期待し、初の試みとして単行本などの紙媒体や電子書籍などを経ず、初出がオーディオブックとなることを前提に加賀恭一郎シリーズ 第13作『誰かが私を殺した』を講談社、およびAudibleの協力により2024年7月24日に配信した[20]。

## 作品一覧
★は書下ろし

### 小説

#### シリーズ作品

##### 加賀恭一郎シリーズ
- 卒業―雪月花殺人ゲーム（1986年 講談社 / 1989年 講談社文庫）★
  - 【改題】卒業（2009年 文庫新装版時）
- 眠りの森（1989年 講談社 / 1992年 講談社文庫）★
- どちらかが彼女を殺した（1996年 講談社ノベルス / 1999年 講談社文庫 / 2023年 講談社文庫〈新装版〉）★
- 悪意（1996年 双葉社 / 2000年 講談社ノベルス / 2001年 講談社文庫）
- 私が彼を殺した（1999年 講談社ノベルス / 2002年 講談社文庫 / 2023年 講談社文庫〈新装版〉）
- 嘘をもうひとつだけ（2000年 講談社 / 2003年 講談社文庫）
  - 収録作品：嘘をもうひとつだけ / 冷たい灼熱 / 第二の希望 / 狂った計算 / 友の助言
- 赤い指（2006年 講談社 / 2009年 講談社文庫）★
- 新参者（2009年 講談社 / 2013年 講談社文庫）
- 麒麟の翼（2011年 講談社 / 2014年 講談社文庫）★
- 祈りの幕が下りる時（2013年 講談社 / 2016年 講談社文庫）★
- 希望の糸（2019年 講談社 / 2022年 講談社文庫）★
- あなたが誰かを殺した（2023年 講談社）★
- 誰かが私を殺した（2024年 Audible）★ - 初出がオーディオブック。

##### ガリレオシリーズ
- 探偵ガリレオ（1998年 文藝春秋 / 2002年 文春文庫）
  - 収録作品：燃える / 転写る / 壊死る / 爆ぜる / 離脱る
- 予知夢（2000年 文藝春秋 / 2003年 文春文庫）
  - 収録作品：夢想る / 霊視る / 騒霊ぐ / 絞殺る / 予知る
- 容疑者Xの献身（2005年 文藝春秋 / 2008年 文春文庫）
- ガリレオの苦悩（2008年 文藝春秋 / 2011年 文春文庫）
  - 収録作品：落下る / 操縦る / 密室る / 指標す / 攪乱す
- 聖女の救済（2008年 文藝春秋 / 2012年 文春文庫）
- 真夏の方程式（2011年 文藝春秋 / 2013年 文春文庫）
- 虚像の道化師 ガリレオ7（2012年 文藝春秋）
  - 【増補・改題】虚像の道化師（2015年 文春文庫）- 『禁断の魔術 ガリレオ8』収録の3編を追加。
    - 収録作品：幻惑す / 透視す（文庫のみ） / 心聴る / 曲球る（文庫のみ） / 念波る（文庫のみ） / 偽装う / 演技る
- 禁断の魔術 ガリレオ8（2012年 文藝春秋）★
  - 【長編化】禁断の魔術（2015年 文春文庫） - 「猛射つ」を改稿し長編小説として刊行。
    - 収録作品（単行本）：透視す / 曲球る / 念波る / 猛射つ
- 沈黙のパレード（2018年 文藝春秋 / 2021年 文春文庫）★
- 透明な螺旋（2021年 文藝春秋 / 2024年 文春文庫）★
  - 文庫版は巻末に短篇「重命る」を特別収録。

###### ジュニア版
ガリレオシリーズを児童向けの書籍として刊行したもの。画：うめ。
- ガリレオの事件簿1 ポルターガイストの謎を解け（2022年 文藝春秋）
  - 収録作品：騒霊ぐ / 落下る / 転写る / 絞殺る
- ガリレオの事件簿2 幽体離脱の謎を追え（2022年 文藝春秋）
  - 収録作品：指標す / 霊視る / 爆ぜる / 離脱る
- ガリレオvs.メタルの魔術師 ガリレオの事件簿（2023年 文藝春秋）
  - 収録作品：操縦る / 曲球る / 幻惑す

##### 天下一大五郎シリーズ
- 名探偵の掟（1996年 講談社 / 1998年 講談社ノベルス / 1999年 講談社文庫）
- 名探偵の呪縛（1996年 講談社文庫）★

##### 浪花少年探偵団シリーズ
- 浪花少年探偵団（1988年 講談社 / 1991年 講談社文庫 / 2011年 講談社文庫〈新装版〉）
- 浪花少年探偵団2（1993年 講談社）
  - 【改題】しのぶセンセにサヨナラ 浪花少年探偵団・独立篇（1996年 講談社文庫 / 2011年 講談社文庫〈新装版〉）

##### 笑小説シリーズ
- 怪笑小説（1995年 集英社 / 1998年 集英社文庫）
- 毒笑小説（1996年 集英社 / 1999年 集英社文庫）
- 黒笑小説（2005年 集英社 / 2008年 集英社文庫）
- 歪笑小説（2012年 集英社文庫）

##### 「マスカレード」シリーズ
- マスカレード・ホテル（2011年 集英社 / 2014年 集英社文庫）
- マスカレード・イブ（2014年 集英社文庫） - 文庫オリジナル
  - 収録作品：それぞれの仮面 / ルーキー登場 / 仮面と覆面 / マスカレード・イブ★
- マスカレード・ナイト（2017年 集英社 / 2020年 集英社文庫）★
- マスカレード・ゲーム（2022年 集英社 / 2025年 集英社文庫）★
- マスカレード・ライフ（2025年 集英社）★

##### スキー場シリーズ
- 白銀ジャック（2010年 実業之日本社文庫 / 2011年 実業之日本社 / 2023年 実業之日本社文庫 新装版）
- 疾風ロンド（2013年 実業之日本社文庫 / 2014年 実業之日本社 / 2020年 実業之日本社ジュニア文庫 / 2023年 実業之日本社文庫 新装版）★
- 恋のゴンドラ（2016年 実業之日本社 / 2019年 実業之日本社文庫）★
- 雪煙チェイス（2016年 実業之日本社文庫 / 2023年 実業之日本社文庫 新装版）★

##### ラプラスの魔女シリーズ
- ラプラスの魔女（2015年 KADOKAWA / 2018年 角川文庫）★
- 魔力の胎動（2018年 KADOKAWA / 2021年 角川文庫）〈『ラプラスの魔女』の前日譚〉
  - 収録作品：あの風に向かって翔べ / この手で魔球を / その流れの行方は / どの道で迷っていようとも / 魔力の胎動★
- 魔女と過ごした七日間（2023年 KADOKAWA）★

##### ブラック・ショーマンシリーズ
- ブラック・ショーマンと名もなき町の殺人（2020年 光文社 / 2023年 光文社文庫）★
- ブラック・ショーマンと覚醒する女たち (2024年1月 光文社) ★
  - 収録作品：トラップハンド / リノベの女 / マボロシの女 / 相続人を宿す女 / 続・リノベの女★ / 査定する女★

##### クスノキシリーズ
- クスノキの番人（2020年 実業之日本社 / 2023年 実業之日本社文庫）★
- クスノキの女神（2024年 実業之日本社）

##### 五代努シリーズ
- 白鳥とコウモリ（2021年 幻冬舎 / 2024年 幻冬舎文庫）
- 架空犯（2024年 幻冬舎）

#### ノンシリーズ作品

##### 長編
- 放課後（1985年 講談社 / 1988年 講談社文庫）★
- 白馬山荘殺人事件（1986年 光文社 カッパ・ノベルス / 1990年 光文社文庫 / 2020年 光文社文庫〈新装版〉）★
- 学生街の殺人（1987年 講談社 / 1990年 講談社文庫 / 2025年 講談社文庫〈新装版〉）★
- 11文字の殺人（1987年 光文社 カッパ・ノベルス / 1990年 光文社文庫 / 2020年 光文社文庫〈新装版〉）★
- 魔球（1988年 講談社 / 1991年 講談社文庫）★
- 香子の夢-コンパニオン殺人事件（1988年 祥伝社）
  - 【改題】ウインクで乾杯（1992年 祥伝社文庫 / 2003年 大活字文庫【全3巻】）
- 十字屋敷のピエロ（1989年 講談社ノベルス / 1992年 講談社文庫 / 2024年 講談社文庫〈新装版〉）★
- 鳥人計画（1989年 新潮社 新潮ミステリー倶楽部 / 1994年 新潮文庫 / 2003年 角川文庫）★
- ブルータスの心臓（1989年 光文社 カッパ・ノベルス / 2020年 光文社文庫〈新装版〉）★
  - 【改題】ブルータスの心臓―完全犯罪殺人リレー（1992年 光文社文庫）
- 宿命（1990年 講談社ノベルス / 1993年 講談社文庫）★
- 仮面山荘殺人事件（1990年 徳間書店 トクマ・ノベルズ / 1995年 講談社文庫 / 2024年 講談社文庫〈新装版〉）
- 変身（1991年 講談社 / 1993年 講談社ノベルス / 1994年 講談社文庫）★
- 回廊亭の殺人（1991年 光文社 カッパ・ノベルス）★
  - 【改題】回廊亭殺人事件（1994年 光文社文庫 / 2020年 光文社文庫〈新装版〉）
- ある閉ざされた雪の山荘で（1992年 講談社ノベルス / 1996年 講談社文庫）★
- 美しき凶器（1992年 光文社 カッパ・ノベルス / 1997年 光文社文庫 / 2020年 光文社文庫〈新装版〉）
- 同級生（1993年 祥伝社 / 1996年 講談社文庫）★
- 分身（1993年 集英社 / 1996年 集英社文庫）
- むかし僕が死んだ家（1994年 双葉社 / 1997年 講談社文庫）
- 虹を操る少年（1994年 実業之日本社 / 1997年 講談社文庫）
- パラレルワールド・ラブストーリー（1995年 中央公論社 / 1997年 中央公論社 C★NOVELS / 1998年 講談社文庫）
- 天空の蜂（1995年 講談社 / 1997年 講談社ノベルス / 1998年 講談社文庫 / 2015年 講談社〈新装版〉）★
- 秘密 （1998年 文藝春秋 / 2001年 文春文庫）★
- 白夜行（1999年 集英社 / 2002年 集英社文庫 / 2015年 大活字文庫【全4巻】）
- 片想い（2001年 文藝春秋 / 2004年 文春文庫）
- レイクサイド（2002年 実業之日本社 / 2006年 文春文庫）
- トキオ（2002年 講談社）
  - 【改題】時生（2005年 講談社文庫 / 2021年 講談社文庫〈新装版〉）
- ゲームの名は誘拐（2002年 光文社 / 2005年 光文社文庫）
- 手紙（2003年 毎日新聞社 / 2006年 文春文庫 / 2015年 埼玉福祉会〈大活字本シリーズ〉【上・下】）
- 殺人の門（2003年 角川書店 / 2006年 角川文庫）
- 幻夜（2004年 集英社 / 2007年 集英社文庫）
- さまよう刃（2004年 朝日新聞社 / 2008年 角川文庫）
- 使命と魂のリミット（2006年 新潮社 / 2010年 角川文庫）
- 夜明けの街で（2007年 角川書店 / 2010年 角川文庫）
- ダイイング・アイ（2007年 光文社 / 2011年 光文社文庫）
- 流星の絆（2008年 講談社 / 2011年 講談社文庫 / 2019年 埼玉福祉会〈大活字本シリーズ〉【上・中・下】）
- パラドックス13（2009年 毎日新聞社 / 2014年5月 講談社文庫）
- カッコウの卵は誰のもの（2010年 光文社 / 2013年 光文社文庫）
- プラチナデータ（2010年 幻冬舎 / 2012年 幻冬舎文庫）
- ナミヤ雑貨店の奇蹟（2012年 角川書店 / 2014年 角川文庫 / 2017年 角川つばさ文庫 / 2020年 埼玉福祉会〈大活字本シリーズ〉【上・下】）
- 夢幻花（2013年 PHP研究所 / 2016年 PHP文芸文庫 / 2022年 埼玉福祉会〈大活字本シリーズ〉【上・下】）
- 虚ろな十字架（2014年 光文社 / 2017年 光文社文庫）★
- 人魚の眠る家（2015年 幻冬舎 / 2018年 幻冬舎文庫）★
- 危険なビーナス（2016年 講談社 / 2019年 講談社文庫）★

##### 短編集
- 殺人現場は雲の上（1989年 実業之日本社 ジョイ・ノベルス / 1992年 光文社文庫 / 2020年 光文社文庫〈新装版〉）
  - 収録作品：ステイの夜は殺人の夜 / 忘れ物に御注意ください / お見合いシートのシンデレラ / 旅は道連れミステリアス / とても大事な落とし物 / マボロシの乗客 / 狙われたエー子
- 依頼人の娘（1990年 祥伝社 ノン・ノベル）
  - 【改題】探偵倶楽部（1996年 祥伝社文庫 / 2005年 角川文庫）
    - 収録作品：偽装の夜 / 罠の中 / 依頼人の娘 / 探偵の使い方 / 薔薇とナイフ
- 犯人のいない殺人の夜（1990年 光文社 / 1994年 光文社文庫 / 2020年 光文社文庫〈新装版〉）
  - 収録作品：小さな故意の物語 / 闇の中の二人 / 踊り子 / エンドレス・ナイト / 白い凶器 / さよならコーチ / 犯人のいない殺人の夜
- 交通警察の夜（1991年 実業之日本社 / 2002年 実業之日本社【特別版】） - 特別版は著者による自作解説「十年ぶりのあとがき」を収録
  - 【改題】天使の耳（1995年 講談社文庫）
    - 収録作品：天使の耳 / 分離帯 / 危険な若葉 / 通りゃんせ / 捨てないで / 鏡の中で
- 怪しい人びと（1994年 光文社 / 1998年 光文社文庫 / 2020年 光文社文庫〈新装版〉）
  - 収録作品：寝ていた女 / もう一度コールしてくれ / 死んだら働けない / 甘いはずなのに / 結婚報告 / 灯台にて / コスタリカの雨は冷たい
- 超・殺人事件 推理作家の苦悩（2001年 新潮社 新潮エンターテイメント倶楽部SS / 2004年 新潮文庫）
  - 【改題】超・殺人事件（2020年 角川文庫）
    - 収録作品：超税金対策殺人事件 / 超理系殺人事件 / 超犯人当て小説殺人事件（問題篇・解決篇） / 超高齢化社会殺人事件 / 超予告小説殺人事件 / 超長編小説殺人事件 / 魔風館殺人事件（超最終回・ラスト五枚） / 超読書機械殺人事件
- おれは非情勤（2003年 集英社文庫）
  - 収録作品：おれは非情勤 / 放火魔をさがせ / 幽霊からの電話
- あの頃の誰か（2011年 光文社文庫）
  - 収録作品：シャレードがいっぱい / 玲子とレイコ / 再生魔術の女 / さよなら『お父さん』 / 名探偵退場 / 眠りたい死にたくない / 二十年目の約束
- 素敵な日本人（2017年 光文社 / 2020年 光文社文庫）
  - 収録作品：正月の決意 / 十年目のバレンタインデー / 今夜は一人で雛祭り / 君の瞳に乾杯 / レンタルベビー / 壊れた時計 / サファイアの奇跡 / クリスマスミステリ / 水晶の数珠

### エッセイ
- あの頃ぼくらはアホでした（1995年 集英社 / 1998年 集英社文庫）
- ちゃれんじ?（2004年 実業之日本社 / 2007年 角川文庫）
- さいえんす?（2005年 角川文庫）
- 夢はトリノをかけめぐる（2006年 光文社 / 2009年 光文社文庫）
- たぶん最後の御挨拶（2007年 文藝春秋）

### 児童書
- サンタのおばさん（絵本）（2001年 文藝春秋）★絵：杉田比呂美
- 少年とクスノキ（絵本）（2025年 実業之日本社）★絵：吉田瑠美

### アンソロジー（編纂）
- スペシャル・ブレンド・ミステリー 謎001（2006年 講談社文庫)

### アンソロジー（収録）
「」内が東野圭吾の作品
- 紫陽花の殺意（1989年 光文社 カッパ・ノベルス）「エンドレス・ナイト」
  - 【改題】疑惑のシンフォニー（1994年 光文社文庫）
- 推理小説代表作選集 1991年版（1991年 講談社）「天使の耳」
  - 【改題・再編集】明日からは、殺人者 ミステリー傑作選26（1994年 講談社文庫）
- 日本ベストミステリー「珠玉集」〈上〉（1992年 光文社 カッパ・ノベルス）「甘いはずなのに」
  - 【改題】悪夢のマーケット（1996年 光文社文庫）
- 推理小説代表作選集 1993年版（1993年 講談社）「鏡の中で」
  - 【改題】もうすぐ犯行記念日 ミステリー傑作選30（1996年 講談社文庫）
- やっぱりミステリーが好き（1995年 講談社文庫）「名探偵退場」
- 「傑作推理（ベスト・オブ・ベスト）」大全集〈上〉（1995年 光文社 カッパ・ノベルス）「再生魔術の女」
  - 【改題】仮面のレクイエム 日本ベストミステリー選集25（1998年 光文社文庫）
- 教室は危険がいっぱい 学園ミステリー傑作集（1996年 光文社文庫）「小さな故意の物語」
- ザ・ベストミステリーズ1998 推理小説年鑑（1998年 講談社）「爆ぜる」
  - 【分冊・改題】殺人者 ミステリー傑作選38（2000年 講談社文庫）
- 最新「珠玉推理（ベスト・オブ・ベスト）」大全〈下〉（1998年 光文社 カッパ・ノベルス）「誘拐電話網」
  - 【改題】闇夜の芸術祭（2003年 光文社文庫）
- 推理作家になりたくて第5巻 マイベストミステリー 鍵（2004年 文藝春秋）「小さな故意の物語」
  - 【改題】マイ・ベスト・ミステリー5（ 2007年 文春文庫）
- 闇に香るもの（2004年 新潮文庫）「栄光の証言」
- 小説 こちら葛飾区亀有公園前派出所（2007年 集英社 / 2011年 集英社文庫）「目指せ乱歩賞!」
- ザ・ベストミステリーズ2007 推理小説年鑑（2007年 講談社）「落下る」
  - 【改題】ULTIMATE MYSTERY 究極のミステリー、ここにあり（2010年 講談社文庫）
- 十代のための新名作 きみが見つける物語 恋愛編（2008年 角川文庫）「小さな故意の物語」
- 驚愕遊園地 最新ベスト・ミステリー（2013年 光文社）「クリスマスミステリ」
- スペシャル・ブレンド・ミステリー 謎009（2014年 講談社文庫）「爆ぜる」
- ザ・ベストミステリーズ2015 推理小説年鑑（2015年 講談社）「十年目のバレンタインデー」
- 復活する男 冒険の森へ 傑作小説大全11（2015年 集英社）「誘拐天国」
- 私がふたり 冒険の森へ 傑作小説大全17（2015年 集英社）「分身」
- 飛翔への夢 冒険の森へ 傑作小説大全13（2016年 集英社）「超たぬき理論」
- 殺意の隘路 最新ベスト・ミステリー（2016年 光文社）「ルーキー登場」
- 夢現 日本推理作家協会70周年アンソロジー（2017年 集英社文庫）「あるジーサンに線香を」
- Propose 告白は突然に（2018年 講談社文庫）「十年目のバレンタインデー」
- Day to Day（2021年 講談社）「みんなの顔を」
- Jミステリー2022 SPRING（2022年 光文社文庫）「リノベの女」
- Jミステリー2022 FALL（2022年 光文社文庫）「マボロシの女」
- Jミステリー2023 SPRING（2023年4月 光文社文庫）「相続人を宿す女」
- 時ひらく（2024年2月 文春文庫）「重命（かさな）る」 - ガリレオシリーズ

### 単行本未収録作品
- ゼブラの夏（『小説推理』1998年8月号 - 9月号 双葉社） - 連載途絶

## メディア・ミックス

### テレビドラマ
フジテレビ系
- 木曜ドラマストリート 放課後（1986年3月27日、主演：山下真司、原作：放課後）
- 関西テレビ制作・月曜夜10時枠
  - エンドレス・ナイト（1990年10月22日、主演：藤真利子、原作：エンドレス・ナイト『犯人のいない殺人の夜』所収）
  - 交通警察の夜（1992年9月21日、主演：田中好子、原作：鏡の中で『交通警察の夜』所収）

- 世にも奇妙な物語シリーズ
  - 世にも奇妙な物語 秋の特別編「マニュアル警察」（1999年9月27日、主演：玉置浩二、原作：マニュアル警察『毒笑小説』所収）
  - 世にも奇妙な物語 春の特別編「超税金対策殺人事件」（2003年3月24日、主演：西村雅彦、原作：超税金対策殺人事件『超・殺人事件 推理作家の苦悩』所収）
  - 世にも奇妙な物語 20周年スペシャル・秋 〜人気作家競演編〜「殺意取扱説明書」（2010年10月4日、主演：玉木宏、原作：殺意取扱説明書『毒笑小説』所収）

- ガリレオシリーズ（主演：福山雅治）
  - ガリレオ 第1シーズン（2007年10月15日 - 12月17日、全10話、原作：探偵ガリレオ / 予知夢）
  - ガリレオΦ（エピソードゼロ）（2008年10月4日、主演：福山雅治、原作：操縦る / 落下る『ガリレオの苦悩』所収）
  - ガリレオ 第2シーズン（2013年4月15日 - 6月24日、全11話、原作：ガリレオの苦悩 / 聖女の救済 / 虚像の道化師 ガリレオ7 / 禁断の魔術 ガリレオ8）
  - ガリレオ 禁断の魔術（2022年9月17日、主演：福山雅治、原作：禁断の魔術）

- 東野圭吾ドラマスペシャル 探偵倶楽部（2010年10月22日、主演：谷原章介、原作：探偵倶楽部）
- 東野圭吾3週連続スペシャル
  - 第1夜・11文字の殺人（2011年6月10日、主演：永作博美）
  - 第2夜・ブルータスの心臓（2011年6月17日、主演：藤原竜也）
  - 第3夜・回廊亭殺人事件（2011年6月24日、主演：常盤貴子）

- 東野圭吾ミステリーズ（2012年7月5日 - 9月20日、全11話、ナビゲーター：中井貴一〈主演は週替わり〉、原作：犯人のいない殺人の夜 / 怪しい人びと / あの頃の誰か）

日本テレビ系
- 火曜サスペンス劇場 香子の夢 コンパニオン殺人事件（1989年12月5日、主演：賀来千香子、原作：ウインクで乾杯）

テレビ朝日系
- 土曜ワイド劇場 「眠りの森の美女」殺人事件（1993年9月11日、主演：山下真司、原作：眠りの森）
- 名探偵の掟（2009年4月17日 - 6月19日、全10話、主演：松田翔太）
- 秘密（2010年10月15日 - 12月10日、全9話、主演：志田未来）
- 白銀ジャック（2014年8月2日、主演：渡辺謙）

NHK
- 浪花少年探偵団（2000年10月7日 - 12月23日、全12話、主演：山田まりや）
- 東野圭吾ミステリー「悪意」（2001年11月19日 - 12月17日、全6話、主演：間寛平、原作：悪意）
- トキオ 父への伝言（2004年8月30日 - 9月30日、全20話、主演：国分太一・櫻井翔、原作：時生）
- 使命と魂のリミット（2011年11月5日・11月12日、前後編、主演：石原さとみ）
- 天使の耳〜交通警察の夜（2023年3月20日、前後編、主演：小芝風花）
- 雪煙チェイス（2025年冬、前後編、主演：細田佳央太・ムロツヨシ）

テレビ東京・BSジャパン系
- 女と愛とミステリー 多摩南署たたき上げ刑事・近松丙吉シリーズ（主演：伊東四朗）
  - 第1話・冷たい灼熱〜白昼主婦殺人事件!〜（2001年8月5日、原作：冷たい灼熱『嘘をもうひとつだけ』所収）
  - 第2話・狂った計算〜灼熱のニュータウン殺人事件（2002年9月15日、原作：狂った計算『嘘をもうひとつだけ』所収）
  - 第3話・依頼人の娘（2003年11月23日、原作：依頼人の娘『探偵倶楽部』所収）

- 手紙（2018年12月19日、主演：亀梨和也）

WOWOW
- ドラマW 宿命（2004年12月26日、主演：藤木直人、柏原崇）
- 連続ドラマW
  - 東野圭吾「幻夜」（2010年11月21日 - 2011年1月16日、全8話、主演：深田恭子）
  - 東野圭吾「分身」（2012年2月12日 - 3月11日、全5話、主演：長澤まさみ）
  - 東野圭吾「変身」（2014年7月27日 - 8月24日、全5話、主演：神木隆之介、二階堂ふみ）
  - 東野圭吾「カッコウの卵は誰のもの」（2016年3月27日 - 5月1日、全6話、主演：土屋太鳳）
  - 東野圭吾「片想い」（2017年10月21日 - 11月25日、全6話、主演：中谷美紀）
  - 東野圭吾「ダイイング・アイ」（2019年3月16日 - 4月20日、全6話、主演：三浦春馬）
  - 東野圭吾「さまよう刃」（2021年5月15日 - 6月26日、全6話、主演：竹野内豊）
  - 東野圭吾「ゲームの名は誘拐」（2024年6月9日 - 6月30日、全4話、主演：亀梨和也）

TBS系
- 白夜行（2006年1月12日 - 3月23日、全11話、主演：山田孝之、綾瀬はるか）
- 流星の絆（2008年10月17日 - 12月19日、全10話、主演：二宮和也）
- 新参者シリーズ（主演：阿部寛）
  - 新参者（2010年4月18日 - 6月20日、全10話）
  - 赤い指〜「新参者」加賀恭一郎再び!（2011年1月3日）
  - “新参者”加賀恭一郎「眠りの森」（2014年1月2日）

- 浪花少年探偵団（2012年7月2日 - 9月17日、全12話、主演：多部未華子、原作：浪花少年探偵団 / しのぶセンセにサヨナラ）
- 危険なビーナス（2020年10月11日 - 12月13日、主演：妻夫木聡）

### 配信ドラマ
- ドラマJOKER 東野圭吾ドラマシリーズ”笑”（J:COMオンデマンド / auスマートフォン ビデオパス・スマートパス）
  - 第1笑・モテモテ・スプレー（2012年8月1日、主演：濱田岳、原作：モテモテ・スプレー『黒笑小説』所収）
  - 第2笑・あるジーサンに線香を（2012年9月1日、主演：笹野高史、原作：あるジーサンに線香を『怪笑小説』所収）
  - 第3笑・誘拐電話網（2012年10月1日、主演：三上博史、原作：誘拐電話網『毒笑小説』所収）

### 映画
- 秘密（1999年9月25日、配給：東宝、監督：滝田洋二郎、主演：広末涼子）
- g@me.（2003年11月8日、配給：東宝、監督：井坂聡、主演：藤木直人、原作：ゲームの名は誘拐）
- レイクサイド マーダーケース（2005年1月22日、配給：東宝、監督：青山真治、主演：役所広司、原作：レイクサイド）
- 変身（2005年11月19日、配給：日本出版販売、監督：佐野智樹、主演：玉木宏）
- 手紙（2006年11月3日、配給：ギャガ・コミュニケーションズ、監督：生野慈朗、主演：山田孝之）
- 秘密 THE SECRET（2007年、フランス映画、監督：ヴァンサン・ペレーズ、主演：デイヴィッド・ドゥカヴニー、原作：秘密）
- 容疑者Xの献身（2008年10月4日、配給：東宝、監督：西谷弘、主演：福山雅治）
- さまよう刃（2009年10月10日、配給：東映、監督：益子昌一、主演：寺尾聰）
- 백야행 - 하얀 어둠 속을 걷다（白夜行-白い闇を歩く）（2009年11月19日、韓国映画、監督：パク・シヌ、主演：ハン・ソッキュ、原作：白夜行）
- 白夜行（2011年1月29日、配給：ギャガ・コミュニケーションズ、監督：深川栄洋、主演：堀北真希）
- 夜明けの街で（2011年10月8日、配給：角川映画、監督：若松節朗、主演：岸谷五朗）
- 麒麟の翼 〜劇場版・新参者〜（2012年1月28日、配給：東宝、監督：土井裕泰、主演：阿部寛、原作：麒麟の翼）
- 용의자X（容疑者X）（2012年10月18日、韓国映画、監督：パン・ウンジン、主演：リュ・スンボム、原作：容疑者Xの献身）
- プラチナデータ（2013年3月16日、配給：東宝、監督：大友啓史、主演：二宮和也）
- 真夏の方程式（2013年6月29日、配給：東宝、監督：西谷弘、主演：福山雅治）
- 방황하는 칼날（さまよう刃）（2014年4月10日、韓国映画、監督：イ・ジョンホ、主演：チョン・ジェヨン、原作：さまよう刃）
- 天空の蜂（2015年9月12日、配給：松竹、監督：堤幸彦、主演：江口洋介）
- 疾風ロンド（2016年11月26日、配給：東映、監督：吉田照幸、主演：阿部寛）
- ナミヤ雑貨店の奇蹟（2017年9月23日、配給：KADOKAWA / 松竹、監督：廣木隆一、主演：山田涼介、原作：ナミヤ雑貨店の奇蹟）
- 解忧杂货店（ナミヤ雑貨店の奇蹟 再生）（2017年12月29日、中国映画、監督：韓傑、主演：王俊凱、原作：ナミヤ雑貨店の奇蹟）
- 祈りの幕が下りる時（2018年1月27日、配給：東宝、監督：福澤克雄、主演：阿部寛）
- ラプラスの魔女（2018年5月4日、配給：東宝、監督：三池崇史、主演：櫻井翔）
- 人魚の眠る家（2018年11月16日、配給：松竹、監督：堤幸彦、主演：篠原涼子）
- マスカレード・ホテル（2019年1月18日、配給：東宝、監督：鈴木雅之、主演：木村拓哉）
- パラレルワールド・ラブストーリー（2019年5月31日公開、配給：松竹、監督：森義隆、主演：玉森裕太）
- マスカレード・ナイト（2021年9月17日、配給：東宝、監督：鈴木雅之、主演：木村拓哉）
- 沈黙のパレード（2022年9月16日、配給：東宝、監督：西谷弘、主演：福山雅治）
- ある閉ざされた雪の山荘で（2024年1月12日、配給：ハピネットファントム・スタジオ、監督：飯塚健、主演：重岡大毅）
- ブラック・ショーマン（2025年9月12日公開予定、配給：東宝、監督：田中亮、主演：福山雅治）

### アニメ映画
- クスノキの番人（2026年公開予定、配給：アニプレックス、アニメーション制作：A-1 Pictures、監督：伊藤智彦）

### 舞台
- 白夜行（2005年、劇団スタジオライフ）
- 手紙（2008年）
- 容疑者Xの献身（2009年、演劇集団キャラメルボックス）
- あるジーサンに線香を[注 1]（2012年、原作：あるジーサンに線香を『怪笑小説』所収）
- ナミヤ雑貨店の奇蹟（2013年、演劇集団キャラメルボックス）[25]
- 仮面山荘殺人事件（2019年、脚本・演出：成井豊）
- ある閉ざされた雪の山荘で（2024年、脚本：米山和仁、演出：野坂実）[26]
- 放課後（2024年、脚本・演出：村角太洋）[27]
- 祈りの幕が下りる時（2025年、脚本・演出：成井豊）[28]

### 漫画
- 捨てないで（2000年11月 エメラルドコミックス）
- 浪花少年探偵団 浪花の熱血先生と教え子探偵団の事件簿（2003年04月 サスペリアミステリーコミックス）
- HEADS【全4巻】（2003年2月 - 2003年6月 ヤングサンデーコミックス）
- 殺人現場は雲の上（2004年3月 サスペリアミステリーコミックス）
- 東野圭吾ミステリー（2006年4月 ミッシィコミックス）
- 東野圭吾ミステリー 探偵倶楽部（2006年7月 ミッシィコミックス）
- 東野圭吾ミステリー 快笑小説（2006年10月 ミッシィコミックス）
- 東野圭吾ミステリー（2007年2月 秋田トップコミックスWIDE）
- 東野圭吾ミステリースペシャル レイクサイド・分離帯（2009年1月 マンサンコミックス）
- コミック東野圭吾ミステリー傑作選（2009年4月 秋田文庫）
- 放課後（2010年3月 別冊フレンドKC）
- 東野圭吾ミステリー2（2012年6月 秋田トップコミックス）
- プラチナデータ（2013年03月 バーズコミックススペシャル）
- 東野圭吾The BEST（2013年7月 ミッシィコミックス)
- コミック東野圭吾ミステリー「白銀ジャック」（2013年12月 マンサンコミックス）
- コミック東野圭吾ミステリー「ウインクで乾杯」（2014年1月 マンサンコミックス）
- 東野圭吾The BEST 犯人のいない殺人の夜（2014年4月 ミッシィコミックス）
- 東野圭吾The BEST 怪しい人びと（2014年7月 ミッシィコミックス）
- マンガ東野圭吾ミステリースペシャル（2015年1月 マンサンコミックス）
- 4大作家からの挑戦状 傑作ミステリースペシャル（2015年4月 マンサンコミックス）
- コミック東野圭吾ミステリー傑作選2（2015年8月 秋田文庫）
- 天空の蜂（2015年9月 イブニングKC〈上・下〉）
- 疾風ロンド（2016年10月 マンサンコミックス）